# Haplochromis sp. 'Rusinga oral sheller'
Haplochromis sp. nov. 'Rusinga oral sheller' là một loài cá thuộc họ Cichlidae. Nó là loài đặc hữu của Kenya.